# Михаило Величковић
Величковић Михаило (Београд, 4. октобар 1867 – Велики Бечкерек, 19. август 1919) био је српски лекар, санитетски пуковник, лични лекар Краља Александра Обреновића и Краљице Драге, командир санитетског воза за време Првог светског рата.

## Биографија
Величковић Михаило рођен је у Београду 4. октобра 1867. године, од оца Марка и мајке Јелене. Основну школу и гимназију завршио је у Београду. Након завршене гимназије одлази у Беч где уписује и завршава Медицински факултет

## Живот и рад
После завршеног факултета враћа се у земљу и као капетан I класе бива постављен за трупног лекара београдског гарнизона. Поред редовне службе био је постављен и за наставника хигијене у пешадијској подофицирској школи 22. новембра 1899. године. На том месту заменио је санитетског мајора др Ђоку Владисављевића. Почетком априла 1900. године постављен је за ординирајућег лекара у Дунавској сталној војној болници. Његово службовање у војсци обележено је низом успеха. У чин санитетског мајора унапређен је 6. јануара 1901. године.
Почетком 1901. године именован је за личног лекара краља Александра Обреновића и краљице Драге. Лекар краљевског пара био је све до Мајског преврата. У ноћи између 28. и 29. маја 1903. године убијен је краљ Александар Обреновић и његова жена краљица Драга Машин. Тим чином прекинуће се владавина династије Обреновића, која је владала Србијом од половине XIX века. Након Мајског преврата на престо Србије вратиће се династија Карађорђевић. У Мајском преврату учествовало је око 100 официра и неколико политичара. На челу старијих завереника био је генералштабни пуковник у пензији Александар Машин, рођени брат Драгиног првог мужа Светозара, а на челу млађих капетан Драгутин Димитријевић Апис и коњички поручник Антоније Антић.
Након атентата на краља, Величковић се привремено склања ван Београда. Пошто није био режимски човек, по повратку са одмора, а по потреби службе, Михаило Величковић поставњен је 13. августа 1903. године за управника неготинске привремене војне болнице и вршиоца дужности трупног лекара неготинског гарнизона. После два месеца проведених у Неготину, сели се у Пожаревац где је 7. октобра 1903. године постављен за управника пожаревачке привремене војне болнице и вршиоца дужности трупног лекара пожаревачког гарнизона, после чега је убрзо пензионисан.
Иако је био у пензији, радио је неизменично као општински лекар у Неготину, приватни лекар у Бору и општински лекар у Параћину.

## Балкански рат и Први светски рат
Одмах по избијању Балканског рата 1912. године, као српски патриота ставља се на располагање војним властима. Враћа се у војску са чином санитетског мајора.
Врховна Команда му даје тежак и одговоран задатак, организацију санитетских возова. Санитетски возови су за рат 1912. године морали бити преуређени и доведени у могућност, да се рањеници удобно преносе на дуга одстојања. Ово је све извршено за релативно кратко време, јер смо већ у самом почетку операција имали два воза, а касније још један, тако да смо имали укупно три санитетска воза. Ниједна друга војска, ни савезничка ни непријатељска, за време Балканског рата није имала уређене санитетске возове. Три, санитетска српска воза, формирана 1912. године превезла су, са свих бојишта у Балканским ратовима око 110.000 српских и савезничких рањеника и болесника.
Балкански ратови били су увод у Први светски рат. Након Балканског рата и добре организације санитетских возова, Величковић добија исти задатак од Врховне команде. Био је командир санитетског воза број 2. Захваљујући санитетским возовима, који су се кретали пругама Србије у току 1914. и 1915, превезен је велики број рањеника и болесника у многе болнице у унутрашњости Србије. У тешким данима одступања, 1915. санитетским возовима евакуисан је и велики број рањеника и болесника из Србије у Грчку. Као командир санитетског воза остао је све до 1915, односно до повлачења српске војске преко Албаније. Његова ревност за време великих ратова и епидемија донела му је много похвала и одликовања.
На предлог Војног Министра и надлежних комаданата, а за заслуге стечене у рату против Аустро-Угарске 1914-1915. године санитетски потпуковник Михаило Величковић одликован је орденом Светог Саве трећег степена.

## Добровољни одлазак у Русију 1916. године
Већ у периоду реорганизације остатака српске војске на Крфу, фебруара месеца 1916. године, на вести из Русије о приливу добровољаца из редова словенских заробљеника и образовању већ бројно снажног одреда у Одеси под командом тамо присутних српских официра, српска влада је донела одлуку о слању потребног броја војних лица ради стварања добровољачке дивизије. Тако је актима Министарства војног и Врховне Команде 22 и 24. фебруара одређена, између осталих, група од 13 санитетских официра, 10 медицинара и једног ветеринара, која је упућена у Русију. Лекари и медицинари пристизали су у неколико група, заобилазним путем, морем и копном, из Солуна преко Енглеске и Скандинавије. Тако су почетком 1916. године пристигли пуковник др Милан Жерајић, потпуковници др Драгослав Поповић и др Михаило Величковић, мајор др Момчило Ивковић и други. У санитету, највиши командни положаји поверени су српским санитетским официрима. Михаило Величковић добровољно је отишао у Добруџу. Био је референт санитета Друге добровољачке дивизије.

## Повратак у Србију
Након годину дана враћа се у Србију. Унапређен је у чин санитетског пуковника. По потреби службе одлази у Велики Бечкерек где је постављен за референта санитета коњичке дивизије. На предлог Министра Војног и Морнарице, а за заслуге стечене у рату 1917, 1918 и 1919. године, санитетски пуковник Михаило Величковић одликован је Орденом Белог орла четвртог степена.
Умро је у Великом Бечкереку (Зрењанин) од парализе срца 19. августа 1919. године.
За своју дугу и савесну службу одликован је бројним високим домаћим и страним одликовањима.

## Галерија
- О војничкој обући
- О природи и сузбијању заразних болести